# Halycaea rubata
Halycaea rubata är en stekelart som beskrevs av Sergey A. Belokobylskij 2002. Halycaea rubata ingår i släktet Halycaea och familjen bracksteklar. Inga underarter finns listade i Catalogue of Life.